# Matthias Holmberg
Matthias Holmberg, född 7 mars 1761 i Stockholm, död 14 mars 1826 i Vendels församling, Uppsala län, var en svensk präst.

## Biografi
Matthias Holmberg föddes 1761 i Stockholm. Han var son till en arrendator. Holmberg blev 1781 student vid Uppsala universitet och prästvigdes i december 1786. Han avlade i december 1792 pastoralexamen och blev 17 december 1792 skolmästare i Tuna socken. Holmberg blev 30 januari 1799 kyrkoherde i Vaxholms församling, 7 januari 1807 kyrkoherde i Östra Ryds församling och var 1812 respondent vid prästmötet. Han utnämndes 22 december 1813 till prost och blev 12 november 1819 kyrkoherde i Vendels församling. Holmberg blev i mars 1823 vikarierande kontraktsprost och 24 september 1823 ordinarie kontraktsprost. Han avled 1826 i Vendels socken.

### Familj
Holmberg var gift med Maria Charlotta Sundström. De fick tillsammans barnen notarien Per Olof Holmberg, komministern Matthias Wilhelm Holmberg i Nysätra församling och Sophia Christina Holmberg som var gift med handlanden Ekman.